# Đạn cối

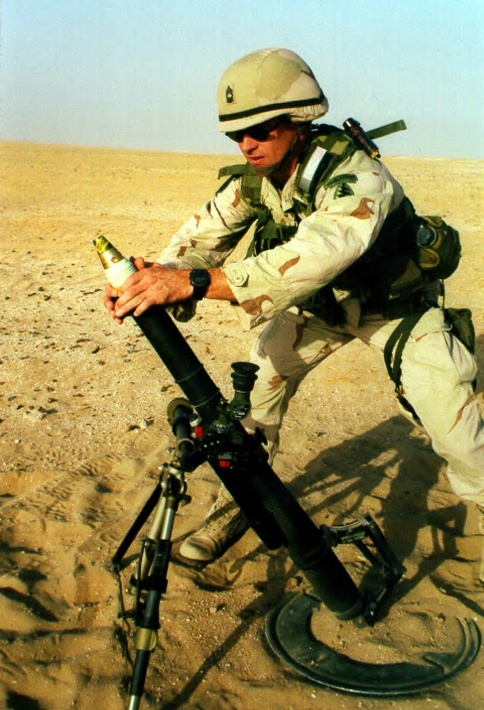
Một lính Hoa Kỳ đang nạp quả đạn cối 60-mm vào pháo cối.

Đạn cối là loại đạn được bắn từ pháo cối theo đường đạn hình cầu vồng để tiêu diệt mục tiêu bị che khuất bởi núi đồi không thể sử dụng các loại đạn bắn thẳng như đạn pháo. Đạn cối thường có vận tốc thấp hơn và tầm bắn ngắn hơn đạn pháo. Thông thường đạn cối có hình giọt nước, ổn định trên đường bay bằng cánh, song một số loại đạn cối của Hoa Kỳ và các nước khối NATO ổn định bằng phương pháp quay, các loại đạn cối ổn định bằng phương pháp quay không có hình giọt nước, hình dạng của chúng rất giống với các loại đạn pháo thông thường. Điển hình của loại đạn cối ổn định bằng phương pháp quay là đạn cối 106,7 mm hay 4,2 inch của Mỹ. Pháo cối thường là loại pháo nòng trơn, một số loại, chủ yếu của Hoa Kỳ và các nước ở NATO có rãnh xoắn để bắn loại đạn cối ổn định bằng phương pháp quay. Pháo cối có chiều dài nòng pháo nhỏ hơn 15 lần cỡ đạn nên so với pháo chiều dài nòng ngắn hơn.
Đạn cối tương đối đơn giản trong sử dụng. Các pháo cối hiện đại chỉ có dạng một hình ống, các pháo thủ thả các quả đạn cối vào, sau đó quá trình bắn tự động diễn ra.